# Dmitri Koeznetsov
Dmitri Viktorovitsj Koeznetsov (Russisch: Дмитрий Викторович Кузнецов) (Moskou, 28 augustus 1965) is een in de Sovjet-Unie geboren Russisch voormalig voetballer. Koeznetsov speelde normaliter als rechtshalf, maar kon ook als verdediger uit de voeten.

## Clubcarrière
Koeznetsov kon dankzij goede prestaties bij CSKA Moskou, van 1984 tot 1991, een mooie carrière uit te bouwen in Spanje bij RCD Espanyol, Deportivo Alavés en CA Osasuna in de loop van de jaren negentig. In 1997 keerde hij ten langen leste terug naar Rusland en ging opnieuw voor CSKA Moskou voetballen. Daarna speelde hij nog voor Arsenal Toela, Lokomotiv Nizjni Novgorod, Sokol Saratov, Torpedo Moskou en FK Volgar Astrachan. Koeznetsov, die zijn carrière in 2002 stop zette, won de Sovjet Top League met CSKA Moskou in 1991. Dat jaar won hij ook de Beker van de Sovjet-Unie, waardoor de nationale dubbel een feit was.

## Interlandcarrière
Koeznetsov heeft nog twaalf interlands gespeeld voor het voetbalelftal van de Sovjet-Unie voor de ontbinding van het land (1990–1991). In 1994 kwam hij nog even voor het nieuwe Russisch voetbalelftal uit op het wereldkampioenschap voetbal 1994 in de Verenigde Staten en haalde nog acht interlands binnen. Daarvoor trad hij met het voetbalelftal van Gemenebest van Onafhankelijke Staten aan op EURO 1992 in Zweden. Ook voor de GOS draafde hij acht maal op.

## Erelijst
| Sovjet Top League        | 1x | 1991 |
| Beker van de Sovjet-Unie | 1x | 1991 |